# Pedro Rodríguez (ciclista nascido em 1966)
Pedro Álvaro Rodríguez Rosero (nascido em 18 de outubro de 1966) é um ciclista olímpico equatoriano. Representou sua nação nos Jogos Olímpicos de 1980, na prova de corrida individual em estrada.